# Ferdinando Melani

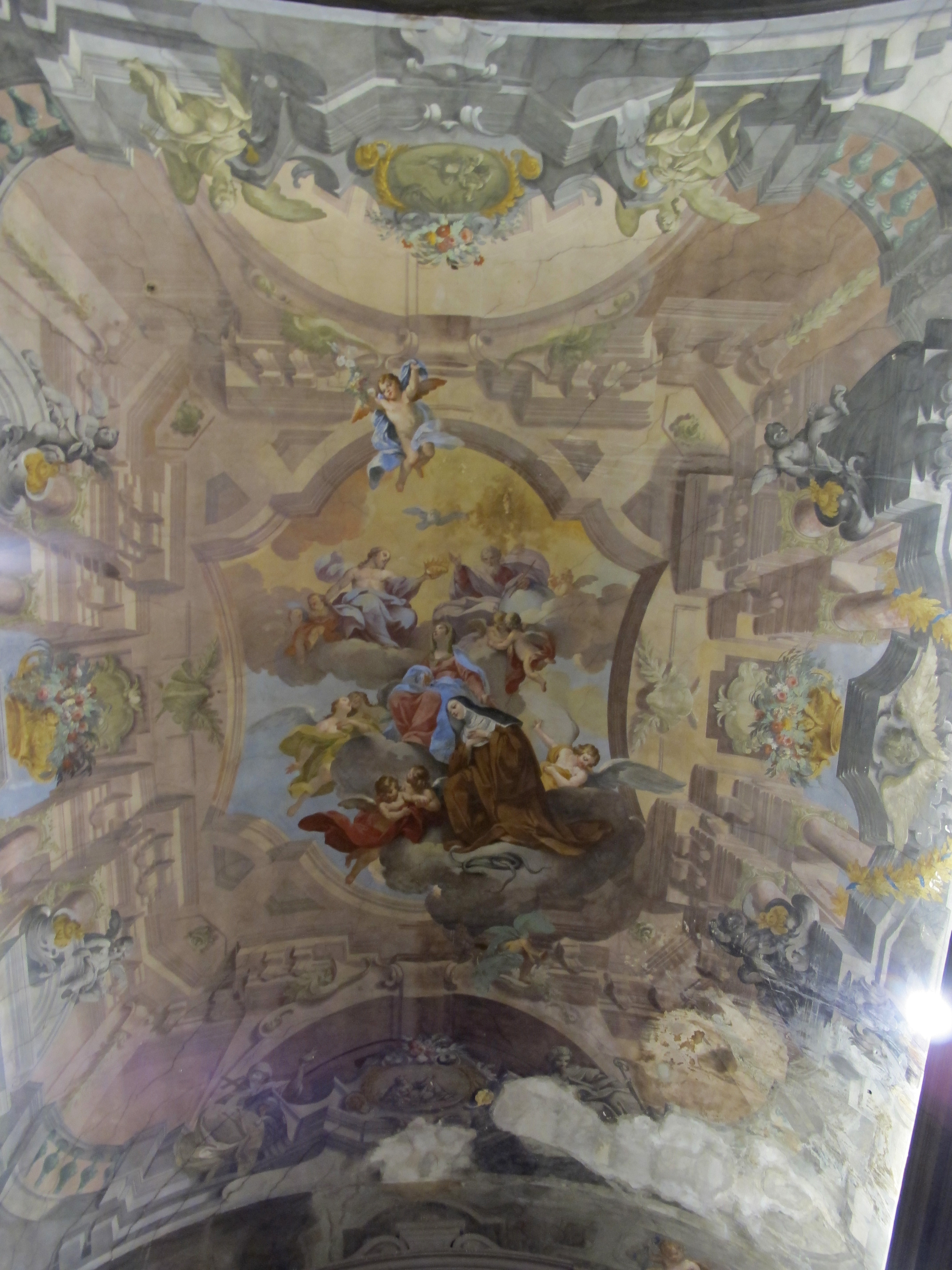
Soffitto di Santa Verdiana (Firenze), con Vincenzo Meucci

Ferdinando Melani (Firenze, 1713 o 1714 – Firenze, post 1765) è stato un pittore italiano.

## Biografia
Si formò come pittore quadraturista nella scuola di Benedetto Fortini. Tra le prime opere note, alcuni affreschi per la famiglia Riccardi (anni 1730), sia nel palazzo fiorentino che nella villa di Montughi. L'immatricolazione all'Accademia del Disegno risale solo al 1737, data dopo la quale iniziò un'intensa attività sia a Firenze che nel contado.
Dal 1743 lo si trova spesso assieme al figurista Vincenzo Meucci e al pittore prospettico più giovane Giuseppe del Moro, sodalizio nato nella decorazione della chiesa della Santissima Annunziata a Monticelli (oggi ingolbata nel complesso di Montedomini) e proseguito ad esempio nella decorazione del soffitto della chiesa di Santa Verdiana.
Stilisticamente si adeguò allo stile che andava per la maggiore, su prototipi di Rinaldo Botti e Jacopo Chiavistelli.
Nel 1765 si ha un'ultima notizia su di lui, legata a un contenzioso per il pagamento di un'opera in cui intervenne l'Accademia del Disegno.